# Sunghursh
Pour plus de détails, voir Fiche technique et Distribution.
Sunghursh est un thriller du cinéma indien, en hindi, de 1968, réalisé et produit par H. S. Rawail. Il est basé sur une nouvelle, Layli Asmaner Ayna, en bengali, de l'écrivaine Mahasweta Devi, lauréate du prix Jnanpith, qui présente un récit romancé de vendetta au sein de la confrérie Thug, dans la ville sainte indienne de Varanasi. Il met en vedette Dilip Kumar, Vyjayanthimala, Balraj Sahni,  Sanjeev Kumar, Jayant (en), Deven Varma, Durga Khote et Iftekhar (en).
La musique est signée Naushad (en) et les paroles des chansons sont de Shakeel Badayuni (en). Naushad et Badayuni avaient déjà travaillé ensemble sur de nombreux films et formaient le duo compositeur-lyricien le plus recherché de l'époque à Bollywood. Sunghursh est considéré par beaucoup comme le premier film de Sanjeev Kumar.
Le film est le dernier à voir les acteurs Dilip Kumar et Vyjayanthimala travailler ensemble. Ils ont auparavant travaillé dans plusieurs films qui ont eu de bons résultats commerciaux, mais contrairement à leurs précédentes collaborations, Sunghursh est un échec au box-office.
Le fils du réalisateur Harnam Singh Rawail, Rahul Rawail, qui est également réalisateur, a rendu hommage à ce film en intitulant l'un des siens Jeevan Ek Sanghursh (en) (1990) avec Anil Kapoor et Madhuri Dixit.

## Fiche technique
Sauf indication contraire, les informations mentionnées dans cette section peuvent être confirmées par la base de données cinématographiques IMDb,  présente dans la section « Liens externes ».
- Titre : Sunghursh
- Réalisation : H. S. Rawail
- Scénario : Anjana Rawail - Dialogues: Gulzar et Abrar Alvi
- Production : Rahul Theatre
- Langue : Hindi
- Genre : thriller
- Durée : 158 minutes (2 h 38)
- Dates de sorties en salles :
  -  Inde : 1968